# 実話誌
実話誌 （ じつわし ） とは、芸能人のゴシップ記事、ヤクザ（暴力団）関連の話題、ギャンブルやレジャー、性風俗情報や女性ヌードグラビアなどで構成される日本の大衆娯楽雑誌。実話系雑誌とも呼ばれる。

## 概説
発刊形態は月刊や月2回刊が多い。｢実話」は真実のストーリー（real story）ではなく「実」（み、つまり中身・内容）のある話（faction）という位置付けになっている。
誌面構成は総合誌のような内容のものから、ヤクザや裏社会、怪奇・ホラーのような一つのジャンルに特化した構成のものまで多岐に渡る。

## 語源
誌名に「実話」を用いたものが多かったことから実話誌の名がついたとするほか、詩や小説などの創作物による雑誌に対して、ルポルタージュや告白、事件のノンフィクション記事などの実話（あるいはそれらを装った形）で雑誌が成立していたためにこの名がついたとする。
誌名に「実話」を用いたものは、1930年代に「実話雑誌」「実話時代」（三和出版発行の同名現行誌は無関係）「実話読物」があったが、戦後まもなくに多数出版されたカストリ雑誌にも、誌名に「実話」を用いたものが見られる。またこの一連のカストリ雑誌が、今の実話誌の形態に大きく影響した。
ライターの橋本玉泉は明文社が1956年に創刊した月刊の『実話と秘録』が最古参と定義している。

## 構成と編集

### 製作費
実話誌の一号分の製作費用は、娯楽雑誌の中ではかなり低予算の部類にあたるが、実話誌編集を得意とする編集プロダクションもあり、さらに低予算で下請けされている。

### 表紙
主に女性モデルのバストアップ（上半身）写真を中央に配し、雑誌タイトル文字ですら隠れるほど、余白部分を記事の見出しで埋めていく、洗練されたデザインとは言い難い実話誌の定番とも言えるレイアウトで、モデルが有名女性アイドルか無名モデルかで製作予算のレベルが見てとれる。しかし、この表紙レイアウトが実話誌らしさを醸し出しているため、デザインに費用をかけないことも手伝って、この形を踏襲する実話誌が多い。
なお、ヤクザ関連の話題などにジャンルを特化した実話誌はこのような定番のレイアウトはとらず、デザインで硬派イメージを打ち出している。

### グラビア
いわゆるグラビアと呼ばれるカラーページに掲載される女性の水着やヌードの写真は、写真集やDVDなどのパブリシティ（宣伝）として借りたものや、出版グループ社内の他誌からの使い回しが多い。なお、独自に撮影されたものは「撮り下ろし」とタイトルが付けられたりするが、これは読者向けというより、グラビアに予算を割いたことを示す同業者へのアピールの意味合いが強い。

### 雑誌広告
かつては、アダルトグッズの通信販売、成人向け図書などが多かったが、近年では、いわゆる出会い系と呼ばれるサイトやツーショットダイヤル、テレフォンクラブ、包茎や早漏などの男性コンプレックス解消を謳うクリニックや器具・健康食品、中小規模の消費者金融が大半を占める。特に一連の出会い系広告は、体験レポートやそれをマンガにしたものなど、実話誌の体裁に合わせたものも多い。また、雑誌が全国で販売されるという性格上、エリアの狭い風俗営業店舗の広告は、ある程度性風俗情報に特化した実話誌でない限り、それほど多くは見受けられない。
一般の週刊誌などに比べ広告の採用基準が緩いために、この種類の広告営業がかけやすく、製作費用の安い実話誌は広告収入で賄えるといわれている。
この広告から察せられるように購読者は特定の社会階層と趣味、関心の範疇に絞ったものとなる。

### 雑誌コード
個別の雑誌に付けられた5桁のコード番号と、発売号数（あるいは発売日を表す数字）を合わせたものを雑誌コードと呼び、多くの雑誌の場合、裏表紙の下部に定価と並んで記されている。
雑誌を全国に流通させる上で必要とされるコード番号（5桁の数字）であるが、取得に大変手間を要するために、すでに取得した別の定期刊行雑誌の増刊号扱いで出されるものが多い。このため漫画雑誌の増刊号が実話誌、ということも珍しくない。本誌1誌に対し増刊号1誌を出すことが可能である。

## 販売と規制
実話誌は、書店よりもコンビニエンスストアでの販売によるところが非常に大きいが、他誌との競合の中で内容が過激化したために、コンビニエンスストア業界では区分陳列、出版側への包装・帯封の要請などの販売方法の変更が図られた。同時に、出版側も内容表現を抑制するなど自主規制を行ったが、東京都においては青少年条例に基く不健全図書（有害図書）の指定が強化されたため、大手コンビニエンスストアの自主規制（不健全図書の個別指定を受けたものは店頭から撤去または取り扱い停止）により、取り扱いを拒まれる実話誌も現れた。
実話誌などの雑誌のほとんどが東京で製作・出版される状況の中では、東京都の不健全図書指定の影響は大きく、出版業界の自主規制として「東京都の不健全図書として連続3回、もしくは年に通算5回以上個別指定された出版物は、特別な注文がない限り取次業者では扱わない」というルールが定められており、抵触した出版物は一般の書店でも事実上販売ができなくなる。
しかし、これらの規制は実話誌よりも成人向け雑誌（いわゆるエロ雑誌）が強く影響を受けたため、逆に成人誌が実話誌化する動きも見られた。